# لجنة الأمم المتحدة المعنية بتسخير العلم والتكنولوجيا لأغراض التنمية
لجنة الأمم المتحدة المعنية بتسخير العلم والتكنولوجيا لأغراض التنمية ( CSTD) هي هيئة فرعية تابعة للمجلس الاقتصادي والاجتماعي للأمم المتحدة الذي يعد أحد الأجهزة الرئيسية الست للأمم المتحدة. تأسست اللجنة بموجب قرار للجمعية العامة رقم 46/235 لتقديم التوجيه العام لبرنامج العمل ذي الصلة. وتتألف اللجنة من 43 عضوا وتجتمع سنويا عملا بقرار المجلس الاقتصادي والاجتماعي 2002/37 وتقدم تقاريرها إلى المجلس.